# 日拉克
日拉克（法語：Girac，法語發音：[ʒiʁak]）是法国洛特省的一个市镇，属于菲雅克区。

## 地理
日拉克（44°55'19"N, 1°49'7"E）面积4.4 平方千米，位于法国奧克西塔尼大區洛特省，该省份为法国西南部内陆省份，北起顺时针与科雷兹省、康塔爾省、阿韦龙省、塔恩-加龙省、洛特-加龍省和多尔多涅省接壤。
与日拉克接壤的市镇（或旧市镇、城区）包括：阿斯塔亚克、利乌德尔、塞尔河畔比亚尔、布勒特努、塞尔河畔加尼亚克、普吕多马、托里亚克。

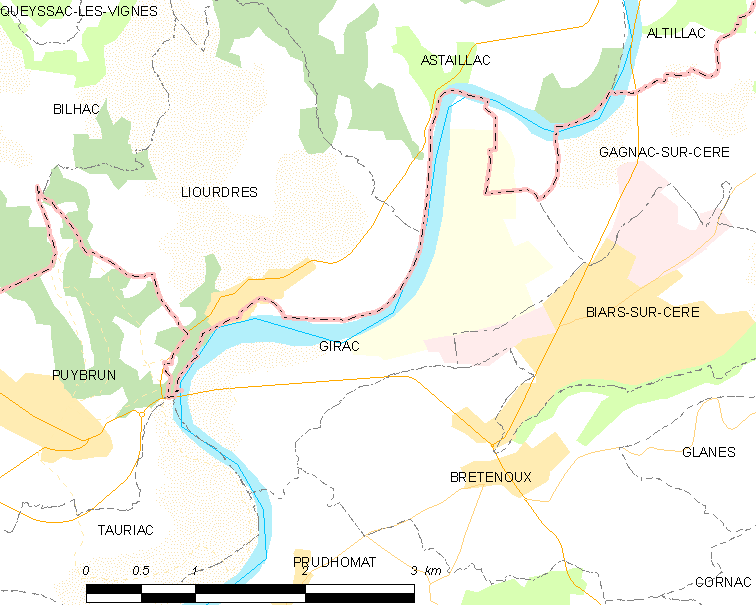
日拉克的OSM定位图

日拉克的时区为UTC+01:00、UTC+02:00（夏令时）。

## 行政
日拉克的邮政编码为46130，INSEE市镇编码为46123。

## 政治
日拉克所属的省级选区为塞尔-塞加拉县。

## 人口

1962-2008年间日拉克人口变化图示

日拉克于2022年1月1日时的人口数量为353人。